# Ladislavec
 Ladislavec  falu Horvátországban Krapina-Zagorje megyében. Közigazgatásilag Zlatarhoz  tartozik.

## Fekvése
Krapinától 17 km-re délkeletre, községközpontjától 2 km-re északnyugatra a Horvát Zagorje területén  fekszik.

## Története
A zágrábi káptalan 1334-es statutumában említenek egy Lobor melletti Szent László plébániát "ecclesia Sancti Ladislai" néven. Ennek a mai faluval való kapcsolatáról azonban nincs  semmi bizonyíték. Ladislavec falu 1789-ig a lobori, azután a zlatari plébániához tartozott.
A településnek 1857-ben 156, 1910-ben 240 lakosa volt. Trianonig Varasd vármegye Zlatari járásához tartozott. 
2001-ben 149 lakosa volt.

## Külső hivatkozások
- Zlatar hivatalos oldala
- Zlatar információs portálja